# Walle (Brema)
Walle, Bremen-Walle — dzielnica miasta Brema w Niemczech, w okręgu administracyjnym West, w kraju związkowym Brema. 
Dzielnica graniczy z centrum miasta, na prawym brzegu Wezery.